# 小行星9312
小行星9312（英語：9312）是一颗围绕太阳公转的小行星。1987年11月15日，上田清二、金田宏在钏路市发现了此天体。
这颗小行星的绝对星等为215.9449830706349等。